# عزم کشتار
عزم کشتار (به انگلیسی: Out for Kill) یک فیلم ویدئویی آمریکای محصول سال ۲۰۰۳ در ژانر فیلم اکشن به کارگردانی مایکل اوپلویتز با بازی استیون سیگال است. 

## داستان
پروفسور رابرت بورنز, باستان‌شناسی است که هنگام حفاری‌های خود اشیاء و ظروف را از خاک بیرون آورده متوجه می‌شود شبکه مافیای چین از این ظرف گران‌قیمت برای قاچاق مواد مخدر استفاده می‌کنند و …

## تولید
فیلمبرداری در اروپای شرقی از ۱۵ سپتامبر ۲۰۰۲ آغازشد.

## بازیگران
- استیون سیگال به عنوان پروفسور رابرت برنز
- کوری جانسون به عنوان اد گرای
- میشل گوه به عنوان تاممی لین
- تام وو به عنوان لی بو
- اوزی یو به عنوان فنگ لی، 'باربر'
- بروس وانگ به عنوان تانگ ژیلی، 'پرنده'
- Chike Chan به عنوان آقای چانگ
- هون پینگ تانگ به عنوان Sai Lo
- دیو وانگ به عنوان یین کوینشی
- الین تانک به عنوان لو یی
- مایکل جین رینولدز به عنوان دین
- کاتا دوبو به عنوان مایا برنز (به عنوان کاتا دوبو)
- وینسنت وانگ به عنوان لو دیازونگ
- ری شارلسون به عنوان هری کراش